# Bauverbot in Liechtenstein
Das Hausbauverbot in Liechtenstein wird durch den fürstlichen Erlass vom 27. Oktober 1806 geregelt, der den Neubau von Häusern bzw. die Teilung bestehender Grundstücke ohne obrigkeitliche Erlaubnis verbietet.
Ab Mitte des 18. Jahrhunderts hatten einige Gemeinden bereits einschlägige Verbote erlassen. Das Hausbauverbot von 1806 regelte dies nun für das ganze Land Liechtenstein. Der Erlass sollte Massenarmut und Hunger durch Überbevölkerung verhindert und die Zahl der Nutzungsberechtigten an Gemeindeeigentum beschränken. Da nach dem Erlass, ausser in Ausnahmen, keine neuen Wohnbauten mehr errichtet wurden, führte dieser aber auch zu einer Wohnungsnot. Ab 1840 kam es wieder zu einer erhöhten Bautätigkeit, was auf eine Aufhebung des Erlasses schliessen lässt. Eine formelle Aufhebung ist nicht bekannt.